# Cachaço (Ribeira Brava)
Cachaço es una localidad caboverdiana del municipio de Ribeira Brava.

## Geografía
La localidad está situada en la isla de São Nicolau.

## Organización territorial
La localidad abarca los lugares y barrios de:
- Assomada
- Cruzetinha
- Degredo
- Figueiras Altas
- Fundo Antolopo
- Fundo Pedro Clara
- Guda
- Lombo
- Lombo da Graça
- Monte Gordo
- Nha Ninha